# Liliane Valceschini
Liliane Valceschini, née le 28 novembre 1937 à Lausanne et morte le 23 novembre 2019 à Orbe, est une ouvrière et syndicaliste suisse. Elle est connue comme l'instigatrice de l'idée de la grève des femmes du 14 juin 1991. 

## Biographie

### Origines et famille
Liliane Valceschini naît Liliane Bandini le 28 novembre 1937 à Lausanne, dans le canton de Vaud. Elle est originaire d'Échallens, dans le même canton. Son père, Aldo Bandini, est un Italien originaire de Florence ; sa mère est née Jeanne Gaillard. Tous deux sont ouvriers horlogers.
Elle épouse en 1957 Francesco Valceschini, ouvrier italien arrivé en Suisse après la Seconde Guerre mondiale. Le couple, qui vit à la vallée de Joux, a trois fils.

### Formation et parcours professionnel
Liliane Valceschini est scolarisée à L'Orient et au Sentier de 1943 à 1953. Elle ne peut faire de longues études en raison des difficultés financières de ses parents. Après une formation à l'école d'horlogerie de la vallée de Joux de 1953 à 1956, elle mène une carrière de régleuse, puis d'horlogère qualifiée.
Après la naissance de ses enfants, elle travaille à domicile. Elle reprend par la suite un hôtel-restaurant à L'Orient et le gère pendant cinq ans. Après cette période, elle réintègre le secteur de l'horlogerie et y reste jusqu'à sa retraite. 

### Syndicalisme et féminisme
Liliane Valceschini est la première femme à la tête, pendant 18 ans, de la section de la vallée de Joux de la Fédération suisse des travailleurs de la métallurgie et de l'horlogerie.
Elle fait part de l'idée de la grève des femmes à Christiane Brunner, qui réussit à convaincre l’Union syndicale suisse de l'organiser.

### Mort
Elle meurt le 23 novembre 2019 à Orbe, dans le canton de Vaud, à l'âge de 81 ans,.

## Distinction
En 2012, elle est honorée par le Conseil d'État pour avoir considérablement fait avancer la cause des femmes.

## Publication
- Si maman faisait grève dans Mieux qu'un rêve, une grève ! : la grève des femmes du 14 juin 1991 en Suisse[5]